# Quella Vecchia Locanda
Quella Vecchia Locanda fue un grupo de rock progresivo italiano, que publicó dos discos a comienzos de los años 70.

## Historia
El grupo se formó en 1970; en la formación estaba presente la flauta, instrumento típico de los grupos progresivos de aquel período. Gracias a sus actuaciones en vivo obtienen un público fiel. En 1971 se publicó una canción suya en un recopilatorio de rock progresivo. Su primer LP, titulado como el grupo, apareció un año después y supuso la incorporación del violinista americano Donald Lax. La tímbrica combinada del violín y la flauta da personalidad a su sonido, en el que se aprecian influencias de la música clásica y de Jethro Tull. 
En 1974 cambiaron de formación y publicaron su segundo disco. Incapaces de encontrar un espacio en el mercado, saturado de productos similares, se disolvieron.

## Formación

### Núcleo original
- Giorgio Giorgi - cantante, flauta
- Raimondo Maria Cocco - guitarra, clarinete
- Massimo Roselli - teclados, voz
- Romualdo Coletta - bajo
- Patrick Traina - batería, percusión

### 1972
- Giorgio Giorgi - cantante, flauta
- Raimondo Maria Cocco - guitarra, clarinete
- Massimo Roselli - teclados, voz
- Romualdo Coletta - bajo
- Patrick Traina - batería, percusión
- Donald Lax - violín

### 1974
- Giorgio Giorgi - cantante, flauta
- Raimondo Maria Cocco - guitarra, clarinete
- Massimo Roselli - teclados, voz
- Massimo Giorgi - bajo
- Patrick Traina - batería, percusión
- Claudio Filice - violín

## Discografía
- Quella Vecchia Locanda (1972)
- Il Tempo Della Gioia (1974)
- Live (1993)